# Michael Hermann (Archivar)
Michael Hermann (* 1969 in Fürstenfeldbruck) ist ein deutscher Historiker und Archivar. Seit 2016 leitet er den Standort Aurich des Niedersächsischen Landesarchivs. 

## Leben
Hermann studierte ab 1989 an der Ludwig-Maximilians-Universität München Alte Geschichte, Politologie und Neuere und Neueste Geschichte und wurde 2002 mit einer Dissertation über Kommunale Kulturpolitik in München von 1919 bis 1935 promoviert. Von 2001 bis 2003 war er beim Stadtarchiv München tätig, von 2003 bis 2005 absolvierte er das Archivreferendariat in Osnabrück und Marburg. Von 2005 bis 2012 war er als Archivar und stellvertretender Leiter des Staatsarchivs Aurich tätig. Von 2012 bis 2015 übernahm er verschiedene Leitungsfunktionen in der Zentralen Archivverwaltung des Niedersächsischen Landesarchivs.
Ab 2015 war er kommissarischer Leiter des Standortes Aurich des Niedersächsischen Landesarchivs, 2016 wurde er formell ernannt. In der Folge wurde er auch Teil der Chefredaktion des Emder Jahrbuchs.

## Schriften (Auswahl)
Als Autor
- Kommunale Kulturpolitik in München von 1919 bis 1933. München 2003.

Als Herausgeber
- mit Paul Weßels: Ostfriesland im Ersten Weltkrieg. Aurich 2014.
- Das 20. Jahrhundert im Blick. Beiträge zur ostfriesischen Zeitgeschichte. Bernhard Parisius zum 65. Geburtstag. Aurich 2015.
- mit Sabine Graf u. Gudrun Fiedler (Hrsg.): 75 Jahre Niedersachsen. Einblicke in seine Geschichte anhand von 75 Dokumenten, Göttingen 2021, ISBN 978-3-8353-3873-9.